# Serra de la Cova Santa
La Serra de la Cova Santa és una serra situada entre els municipis de Bellmunt del Priorat i del Masroig a la comarca del Priorat, amb una elevació màxima de 243 metres.